# موريستاون (إنديانا)
موريستاون (بالإنجليزية: Morristown, Indiana)‏ هي بلدة أمريكية تقع في الولايات المتحدة في Shelby County. يقدر عدد سكانها بـ 1,218 نسمة ومساحتها 6.14 كم2 و وترتفع عن سطح البحر 254 متر.

## التركيبة السكانية
قام مكتب تعداد الولايات المتحدة بتحديد بيانات التركيبة السكانية لموريستاون في تعداد الولايات المتحدة. في ما يلي، التركيبة السكانية حسب تعدادي 2000 و2010.

### تعداد عام 2000
بلغ عدد سكان موريستاون 1,133 نسمة بحسب تعداد عام 2000، وبلغ عدد الأسر 426 أسرة وعدد العائلات 296 عائلة مقيمة في البلدة. في حين سجلت الكثافة السكانية 1,182.2 نسمة لكل ميل مربع (456.4/كم2). وبلغ عدد الوحدات السكنية 444 وحدة بمتوسط كثافة قدره 463.3 نسمة لكل ميل مربع (178.9/كم2).
وتوزع التركيب العرقي للبلدة بنسبة 98.94% من البيض و 0.53% من الأمريكيين الأصليين و 0.09% من الأمريكيين ذوي الأصول الآسيوية و 0.44% من عرقين مختلطين أو أكثر.
بلغ عدد الأسر 426 أسرة كانت نسبة 38.3% منها لديها أطفال تحت سن الثامنة عشر تعيش معهم، وبلغت نسبة الأزواج القاطنين مع بعضهم البعض 55.4% من أصل المجموع الكلي للأسر، ونسبة 10.6% من الأسر كان لديها معيلات من الإناث دون وجود شريك، وكانت نسبة 30.3% من غير العائلات. تألفت نسبة 27.9% من أصل جميع الأسر من أفراد ونسبة 13.8% كانوا يعيش معهم شخص وحيد يبلغ من العمر 65 عاماً فما فوق. وبلغ متوسط حجم الأسرة المعيشية 3.12، أما متوسط حجم العائلات فبلغ 2.58.
بلغ العمر الوسطي للسكان 35 عاماً. وكانت نسبة 28.0% من القاطنين تحت سن الثامنة عشر، وكانت نسبة 9.1% بين الثامنة عشر والأربعة وعشرون عاماً، ونسبة 29.0% كانت واقعةً في الفئة العمرية ما بين الخامسة والعشرون حتى والأربعة وأربعون عاماً، ونسبة 18.2% كانت ما بين الخامسة والأربعون حتى الرابعة والستون، ونسبة 15.7% كانت ضمن فئة الخامسة والستون عاماً فما فوق. يوجد لكل 100 أنثى 89.1 ذكر، ويوجد لكل 100 أنثى في الثامنة عشر من عمرها فما فوق 84.6 ذكر.
بلغ متوسط دخل الأسرة في البلدة 36,417 دولار، أما متوسط دخل العائلة فبلغ 44,327 دولار. وكان متوسط دخل الذكور 32,625 دولار مقابل 23,295 دولار للإناث. وسجل دخل الفرد الخاص بالبلدة 16,129 دولار. وكانت نسبة 2.4% من العائلات ونسبة 5.5% من السكان تحت خط الفقر، وكان من هؤلاء نسبة 5.2% تحت سن الثامنة عشر ونسبة 9.7% في الخامسة والستين من العمر وما فوق.

### تعداد عام 2010
بلغ عدد سكان موريستاون 1,218 نسمة بحسب تعداد عام 2010، وبلغ عدد الأسر 467 أسرة وعدد العائلات 311 عائلة مقيمة في البلدة. في حين سجلت الكثافة السكانية 518.3 نسمة لكل ميل مربع (200.1/كم2). وبلغ عدد الوحدات السكنية 519 وحدة بمتوسط كثافة قدره 220.9 لكل ميل مربع (85.3/كم2).
وتوزع التركيب العرقي للبلدة بنسبة 98.6% من البيض و 0.7% من الأمريكيين الأصليين و 0.1% من الأمريكيين ذوي الأصول الآسيوية و 0.1% من الأمريكيين الأفارقة و 0.6% من عرقين مختلطين أو أكثر.
بلغ عدد الأسر 467 أسرة كانت نسبة 36.2% منها لديها أطفال تحت سن الثامنة عشر تعيش معهم، وبلغت نسبة الأزواج القاطنين مع بعضهم البعض 43.0% من أصل المجموع الكلي للأسر، ونسبة 18.0% من الأسر كان لديها معيلات من الإناث دون وجود شريك، بينما كانت نسبة 5.6% من الأسر لديها معيلون من الذكور دون وجود شريكة وكانت نسبة 33.4% من غير العائلات. تألفت نسبة 29.6% من أصل جميع الأسر من أفراد ونسبة 12.3% كانوا يعيش معهم شخص وحيد يبلغ من العمر 65 عاماً فما فوق. وبلغ متوسط حجم الأسرة المعيشية 2.95، أما متوسط حجم العائلات فبلغ 2.41.
بلغ العمر الوسطي للسكان 38 عاماً. وكانت نسبة 24.7% من القاطنين تحت سن الثامنة عشر، وكانت نسبة 8% بين الثامنة عشر والأربعة وعشرون عاماً، ونسبة 24.9% كانت واقعةً في الفئة العمرية ما بين الخامسة والعشرون حتى والأربعة وأربعون عاماً، ونسبة 21.4% كانت ما بين الخامسة والأربعون حتى الرابعة والستون، ونسبة 20.9% كانت ضمن فئة الخامسة والستون عاماً فما فوق. وتوزع التركيب الجنسي للسكان بنسبة 45.4% ذكور و54.6% إناث.